# 願行寺 (文京区)
願行寺（がんぎょうじ）は、東京都文京区にある浄土宗の寺院。

## 歴史
文禄年間（1593年 - 1596年）、諦誉東胤によって開山された。品川区に同宗派で同名の「願行寺」という寺があるが、その品川願行寺の諦誉東胤が徳川家康より江戸城に近い土地を与えられて創建した。その地は現在の中央区日本橋室町に相当するが、かつては品川願行寺から分離して新願行寺ができたということから「品川町」と呼ばれていた。結果として「願行寺」の名称を持つ浄土宗寺院が東京都内に二つ存在することになった。
その後、馬喰町に移転し、1683年（天和3年）に現在地に移転した。
かつては塔頭9院を擁する大寺院であったが、度々の火災で、明治初期までに全て当寺に吸収合併されている。

## 墓所
- 松山天姥（書家）
- 笠原大梁（書家、松山天姥の弟子）
- 細木香以（俳人、商人）
- 伊能一雲斎（武術家）

## 交通アクセス
- 東大前駅より徒歩3分。